# Globobulimina
Globobulimina es un género de foraminífero bentónico de la familia Buliminidae, de la superfamilia Buliminoidea, del suborden Buliminina y del orden Buliminida. Su especie tipo es Globobulimina pacifica. Su rango cronoestratigráfico abarca desde el Paleoceno hasta la Actualidad.

## Discusión
Clasificaciones previas incluían Globobulimina en el suborden Rotaliina del orden Rotaliida.

## Clasificación
Globobulimina incluye a las siguientes especies:
- Globobulimina affinis
- Globobulimina aperta
- Globobulimina arctica
- Globobulimina auriculata
- Globobulimina australiensis
- Globobulimina bathyalis
- Globobulimina curtata
- Globobulimina glabra
- Globobulimina gullmarensis
- Globobulimina hannai
- Globobulimina hanzawai
- Globobulimina hoeglundi
- Globobulimina ilpinica
- Globobulimina kickapooensis
- Globobulimina mississippiensis
- Globobulimina montereyana
- Globobulimina oregonensis
- Globobulimina ovata
- Globobulimina ovula
- Globobulimina pacifica
  - Globobulimina pacifica compressa
- Globobulimina perversa
- Globobulimina primitiva
- Globobulimina pseudospinescens
- Globobulimina pupula
- Globobulimina pyrula
- Globobulimina sobrina
- Globobulimina sobrina
- Globobulimina spinescens
- Globobulimina turgida

Otras especies consideradas en Globobulimina son:
- Globobulimina caribbea, considerado sinónimo posterior de Globobulimina pacifica
- Globobulimina pupoides, aceptado como Praeglobobulimina pupoides